# Buchara-Mausohr
Das Buchara-Mausohr (Myotis bucharensis) ist eine wenig erforschte Fledermausart aus der Familie der Glattnasen (Vespertilionidae). Es kommt im Osten Usbekistans und im Südwesten Tadschikistans vor. Verbreitungsangaben für Kirgisistan und Afghanistan beruhen auf Fehlern.

## Merkmale
Das Buchara-Mausohr erreicht eine Kopf-Rumpf-Länge von 46 bis 51 mm, eine Schwanzlänge von 46 bis 55 mm, eine Ohrenlänge von 11,3 bis 14 mm, eine Hinterfußlänge von 7,8 bis 9,2 mm und eine Unterarmlänge von 38 bis 43 mm. Das Rückenfell ist hellbraun, das Bauchfell ist schmutzig weiß. Die nackten Bereiche der Ohren, die Flugmembran und das Gesicht sind hellbraun. Die Ohren sind nicht besonders breit und verengen sich abrupt zu schmalen runden Spitzen. Der Ohrmuschelfortsatz (Tragus) ist länger als die Hälfte der Ohrenlänge. Die Flugmembran ist mit dem distalen Teil des Mittelfußknochens der ersten Zehe verbunden. Der Schädel ist relativ lang mit einem hohen leicht gewölbten Hirnschädel. Der erste Eckzahn ist relativ rund mit zwei tiefen Furchen an der Zungenseite und zwei weiteren an der Lippenseite. Der dritte hintere Prämolar ist klein und gegenüber der Zahnreihe stark verschoben. Der erste und zweite Molar besitzen einen Metaloph aber keinen Protokonus.

## Systematik
Das Buchara-Mausohr gehört zum Artenkomplex der Wasserfledermaus (Myotis daubentonii) und galt zeitweise als Unterart der Korea-Wasserfledermaus (Myotis frater). Analysen eines mitochondrialen (cyt b) und eines nuklearen Gens (RAG2) kamen zu dem Ergebnis, dass das Buchara-Mausohr ein Schwestertaxon zum Langschwanzmausohr (Myotis longicaudatus) darstellt.

## Lebensraum
Das Buchara-Mausohr bewohnt trockene Habitate in Gebirgsausläufern.

## Lebensweise
Über die Lebensweise ist zu gut wie nichts bekannt. Eine inzwischen erloschene Kolonie von ungefähr 500 trächtigen beziehungsweise säugenden Weibchen mit ihren Jungen wurde in einer stillgelegten Mine bei Samarkand in Usbekistan gefunden.

## Status
Die IUCN listet das Buchara-Mausohr in der Kategorie unzureichende Datenlage (data deficient). Bis 2019 war diese Art nur von wenigen Exemplaren aus drei Örtlichkeiten in Usbekistan und in Tadschikistan bekannt, die vor 1965 gesammelt wurden. Bei Suchexpeditionen in den 1970er und 1980er Jahren konnte es nicht wiederentdeckt werden. Im Herbst 2019 wurde ein Männchen, das im Serafschan-Flussbecken in Tadschikistan gefangen wurde, später aufgrund der Schwanz- und Schienbeinproportionen und der starken Verschiebung der hinteren kleinen Prämolaren als M. bucharensis identifiziert.